# Santa Eulalia (Guatemala)
Santa Eulalia (en honor a su santa patrona Eulalia de Barcelona;  Jolom Konob'  en q'anjob'al) es un municipio del departamento de Huehuetenango de la región nor-occidente de la República de Guatemala.
En 1529, luego de la conquista de Guatemala por las fuerzas españolas, tlaxcaltecas y cholultecas de Pedro de Alvarado, el poblado chuj original fue dado en encomienda al conquistador Gonzalo de Ovalle, junto con San Mateo Ixtatán y Jacaltenango y luego, en 1549, pasó a ser una doctrina, primero de los misioneros dominicos y luego de los frailes mercedarios. En 1684, un consejo dirigido por Enrique Henríquez de Guzmán, el entonces gobernador de Guatemala, decidió ejecutar la reducción de San Mateo Ixtatán y Santa Eulalia, ambos dentro de la jurisdicción de administración colonial del corregimiento de Huehuetenango.
Tras la Independencia de Centroamérica en 1821, la constitución del Estado de Guatemala promulgada en 1825 creó los distritos para la administración de justicia; Santa Eulalia era parte del distrito N.º9 (Totonicapán), específicamente en el circuito Jacaltenango.  A partir del 3 de abril de 1838, fue parte de la región que formó el efímero Estado de Los Altos, hasta que esta fue recuperada por el general Rafael Carrera en 1840.

## Toponimia
Muchos de los nombres de los municipios y poblados de Guatemala constan de dos partes: el nombre del santo católico que se venera el día en que fueron fundados y una descripción con raíz náhuatl; esto se debe a que las tropas que invadieron la región en la década de 1520 al mando de Pedro de Alvarado estaban compuestas por soldados españoles y por indígenas tlaxcaltecas y cholultecas. En algunos casos, solo se conserva el nombre del Santo, como en el caso de Santa Eulalia, que debe su nombre a Santa Eulalia de Barcelona, aunque es mencionada con el nombre de «Santa Olaya Puyumatlán» a finales del siglo xvi.

## Demografía
El municipio tiene, en 2022, una población aproximada de 51 910 habitantes según el censo de población del año 2018 con una densidad de 178 personas por kilómetro cuadrado. La población del municipio es casi 100 % indígena. Existen varias etnias, pero lo sobrepasan los q'anjob'ales en 99% de la población indígena. Menos del 1% es población ladina.

## División política
El municipio tiene varios centros poblados: la cabecera municipal, nueve aldeas, sesenta y dos caseríos, cuatro fincas y veintisiete cantones.

## Geografía física
El municipio de Santa Eualia tiene una extensión territorial de 292 km².

### Clima
La cabecera municipal de Santa Eulalia tiene clima templado cálido (Clasificación de Köppen: Cfb).
| Parámetros climáticos promedio de Santa Eulalia | Parámetros climáticos promedio de Santa Eulalia | Parámetros climáticos promedio de Santa Eulalia | Parámetros climáticos promedio de Santa Eulalia | Parámetros climáticos promedio de Santa Eulalia | Parámetros climáticos promedio de Santa Eulalia | Parámetros climáticos promedio de Santa Eulalia | Parámetros climáticos promedio de Santa Eulalia | Parámetros climáticos promedio de Santa Eulalia | Parámetros climáticos promedio de Santa Eulalia | Parámetros climáticos promedio de Santa Eulalia | Parámetros climáticos promedio de Santa Eulalia | Parámetros climáticos promedio de Santa Eulalia | Parámetros climáticos promedio de Santa Eulalia |
| Mes                                             | Ene.                                            | Feb.                                            | Mar.                                            | Abr.                                            | May.                                            | Jun.                                            | Jul.                                            | Ago.                                            | Sep.                                            | Oct.                                            | Nov.                                            | Dic.                                            | Anual                                           |
| ----------------------------------------------- | ----------------------------------------------- | ----------------------------------------------- | ----------------------------------------------- | ----------------------------------------------- | ----------------------------------------------- | ----------------------------------------------- | ----------------------------------------------- | ----------------------------------------------- | ----------------------------------------------- | ----------------------------------------------- | ----------------------------------------------- | ----------------------------------------------- | ----------------------------------------------- |
| Temp. máx. media (°C)                           | 23.1                                            | 23.9                                            | 25.8                                            | 26.4                                            | 25.7                                            | 24.6                                            | 24.0                                            | 24.4                                            | 24.2                                            | 23.1                                            | 23.4                                            | 23.1                                            | 24.3                                            |
| Temp. media (°C)                                | 16.6                                            | 16.9                                            | 18.5                                            | 19.3                                            | 19.1                                            | 19.0                                            | 18.4                                            | 18.4                                            | 18.5                                            | 17.7                                            | 17.4                                            | 16.9                                            | 18.1                                            |
| Temp. mín. media (°C)                           | 10.1                                            | 10.0                                            | 11.3                                            | 12.2                                            | 12.6                                            | 13.5                                            | 12.9                                            | 12.5                                            | 12.8                                            | 12.4                                            | 11.4                                            | 10.8                                            | 11.9                                            |
| Precipitación total (mm)                        | 102                                             | 68                                              | 69                                              | 87                                              | 157                                             | 425                                             | 417                                             | 342                                             | 375                                             | 316                                             | 176                                             | 114                                             | 2648                                            |
| Fuente: Climate-Data.org                        |                                                 |                                                 |                                                 |                                                 |                                                 |                                                 |                                                 |                                                 |                                                 |                                                 |                                                 |                                                 |                                                 |

### Ubicación geográfica
Se encuentra a una distancia de 87 km de la cabecera departamental Huehuetenango y a 355 km de la ciudad de Guatemala. En el norte del municipio se encuentran los municipios de San Mateo Ixtatán y Santa Cruz Barillas, al este se encuentran los municipios del departamento de Quiché Chajul y Nebaj, al oeste se encuentran los municipios de San Sebastián Coatán y San Rafael La Independencia y al sur se encuentran los municipios de San Pedro Soloma y San Rafael La Independencia.
| | Norte: San Mateo Ixtatán y Santa Cruz Barillas, municipios del departamento de Huehuetenango |                                                             |
| Oeste: San Sebastián Coatán y San Rafael La Independencia, municipios del departamento de Huehuetenango |                                                                                              | Este: Chajul y Nebaj, municipios del departamento de Quiché |
| | Sur: San Pedro Soloma y San Rafael La Independencia                                          |                                                             |

## Gobierno municipal
Los municipios se encuentran regulados en diversas leyes de la República, que establecen su forma de organización, lo relativo a la conformación de sus órganos administrativos y los tributos destinados para los mismos.  Aunque se trata de entidades autónomas, se encuentran sujetos a la legislación nacional y las principales leyes que los rigen desde 1985 son:
| N.º | Ley                                                | Descripción |
| --- | -------------------------------------------------- | --- |
| 1   | Constitución Política de la República de Guatemala | Tiene una regulación legal específica para los municipios en los artículos 253 al 262. |
| 2   | Ley Electoral y de Partidos Políticos              | Ley de carácter constitucional aplicable a los municipios en el tema de la conformación de sus autoridades electas. |
| 3   | Código Municipal                                   | Decreto 12-2002 del Congreso de la República de Guatemala. Tiene la categoría de ley ordinaria y contiene preceptos generales aplicables a todos los municipios, e inclusive contiene legislación referente a la creación de los municipios.             |
| 4   | Ley de Servicio Municipal                          | Decreto 1-87 del Congreso de la República de Guatemala. Regula las relaciones entra la municipalidad y los servidores públicos en materia laboral. Tiene su base constitucional en el artículo 262 de la constitución que ordena la emisión de la misma. |
| 5   | Ley General de Descentralización                   | Decreto 14-2002 del Congreso de la República de Guatemala. Regula el deber constitucional del Estado, y por ende del municipio, de promover y aplicar la descentralización y desconcentración económica y administrativa.                                |

El gobierno de los municipios está a cargo de un Concejo Municipal mientras que el código municipal —ley ordinaria que contiene disposiciones que se aplican a todos los municipios— establece que «el concejo municipal es el órgano colegiado superior de deliberación y de decisión de los asuntos municipales […] y tiene su sede en la circunscripción de la cabecera municipal»; el artículo 33 del mencionado código establece que «[le] corresponde con exclusividad al concejo municipal el ejercicio del gobierno del municipio».
El concejo municipal se integra con el alcalde, los síndicos y concejales, electos directamente por sufragio universal y secreto para un período de cuatro años, pudiendo ser reelectos.
Existen también las Alcaldías Auxiliares, los Comités Comunitarios de Desarrollo (COCODE), el Comité Municipal del Desarrollo (COMUDE), las asociaciones culturales y las comisiones de trabajo. Los alcaldes auxiliares son elegidos por las comunidades de acuerdo a sus principios y tradiciones, y se reúnen con el alcalde municipal el primer domingo de cada mes, mientras que los Comités Comunitarios de Desarrollo y el Comité Municipal de Desarrollo organizan y facilitan la participación de las comunidades priorizando necesidades y problemas.

## Historia
Los primeros acontecimientos históricos que se registran en el área que ocupa Santa Eulalia se remontan a la época precolombina en el siglo xvi. 

### Conquista de Guatemala: fundación de encomienda

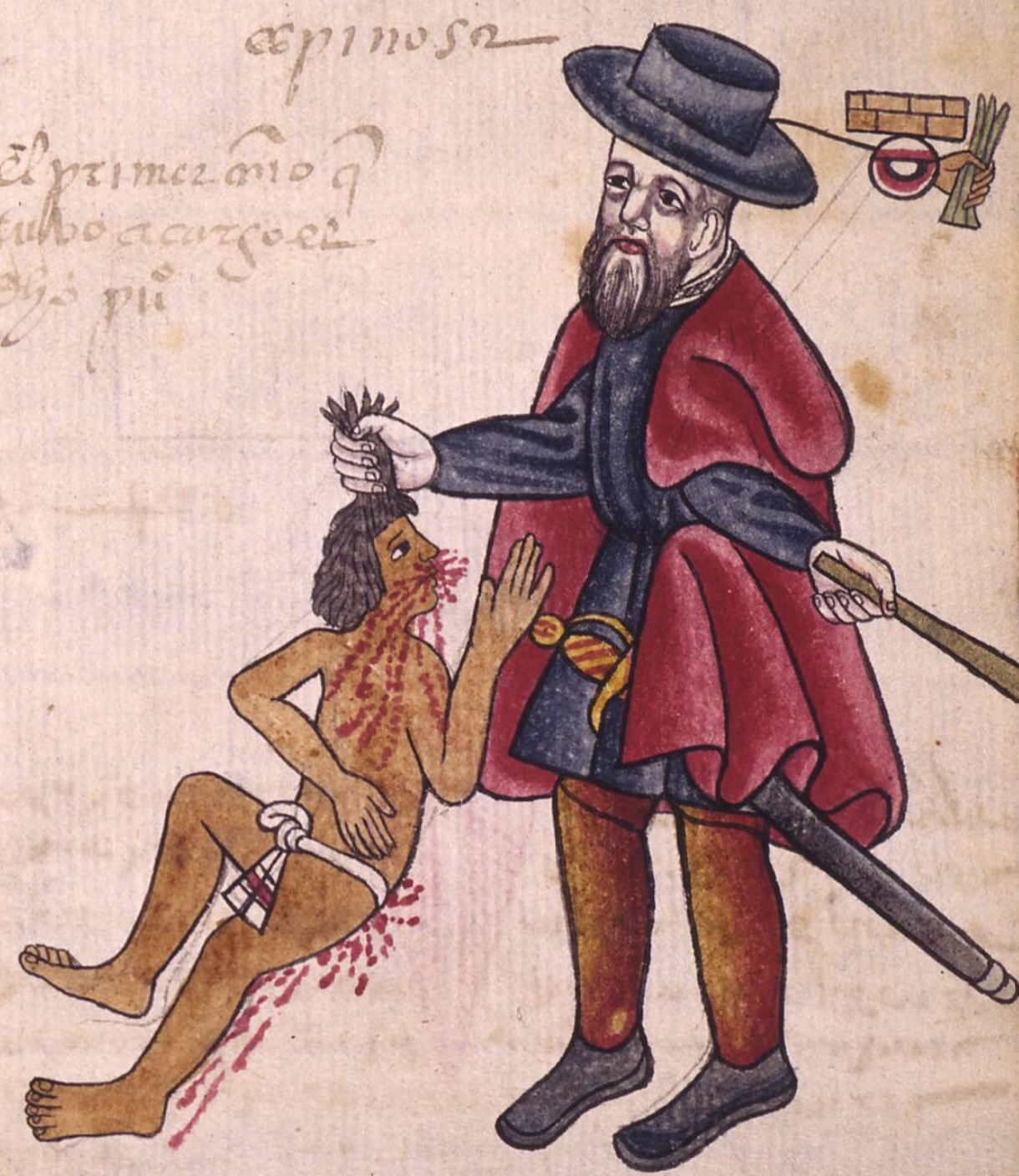
Códice Kingsborough: un encomendero abusa de un indígena. Copia del italiano Agostino Aglio 1825-1826, para Lord Kingsborough.

Después de la conquista del altiplano guatemalteco en 1524, se inició la etapa de fundación de encomiendas, para lo que se aglutinaban a las personas que acompañaban a los españoles con encomiendas o a algunas poblaciones dispersas que habían huido de la ocupación.  En algunas ocasiones se aglutinaban a personas hablantes de un mismo idioma o simplemente eran traídos de otros lugares para formar los nuevos poblados. Las fundaciones fueron ordenadas en 1538 a instancias del Obispo Francisco Marroquín por cédula que tuvo que reiterarse en 1541. El Oidor Juan Rogel Vásquez fue enviado por la Audiencia para hacer realidad la fundación de pueblos, encomendando éste a los religiosos de las órdenes regulares conocedores de los idiomas indígenas para dirigir la reducción, centrando su atención en las cabeceras de los señoríos.
En 1529, Santa Eulalia fue dado en encomienda al conquistador Gonzalo de Ovalle, un compañero de Pedro de Alvarado, junto con San Mateo Ixtatán y Jacaltenango. En 1549, se llevó a cabo la primera reducción de San Mateo Ixtatán bajo la supervisión de los misioneros dominicos, en el mismo tiempo que fue fundado Santa Eulalia, el asentamiento de reducción kanjobal. En 1560, otras reducciones kanjobales habían sido establecidas en San Pedro Soloma, San Juan Ixcoy y San Miguel Acatán. La resistencia kanjobal fue en gran parte pasiva, expresándose en el abandono de las reducciones españolas hacia las inaccesibles montañas y los bosques. En 1586, la Orden de la Merced construyó la primera iglesia de Santa Eulalia. La población chuj de San Mateo Ixtatán resistió el dominio español durante más tiempo que sus vecinos del altiplano. La resistencia de los chuj fue posible por su alianza con los lacandones en las tierras bajas del norte. Su resistencia era tan determinada que los chuj sólo quedaron «pacificados», mientras duraron los efectos inmediatos de las expediciones españolas.
Las encomiendas no solamente organizaban a la población indígena como mano de obra forzada sino que era una manera de recompensar a aquellos españoles que se habían distinguido por sus servicios y de asegurar el establecimiento de una población española en las tierras recién descubiertas y conquistadas.  También servían como centro de culturización y de evangelización obligatoria pues los indígenas eran reagrupados por los encomenderos en pueblos llamados «Doctrinas», donde debían trabajar y recibir la enseñanza de la doctrina cristiana a cargo de religiosos de las órdenes regulares, y encargarse también de la manutención de los religiosos.
Cuando se fundó el poblado de Santa Eulalia como aldea del convento de Soloma, llamada Paiconop; de hecho, este poblado todavía existe, aunque ahora es una aldea del municipio de Santa Eulalia..

### Época colonial
Oliver Lafarge mencionó en 1947 que el territorio fue un refugio para los habitantes del municipio ya que había guerra entre ellos y otros indígenas denominados "lacandones". Según el cronista Francisco Antonio de Fuentes y Guzmán en su obra Recordación Florida, ellos se subían a los más alto del monte localizado allí para alertar a los guerreros y así defenderse. En el año 1600 se convirtió en un pueblo dependiente del municipio de Chiantla. 
La corona española se enfocó en la catequización de los indígenas; las congregaciones fundadas por los misioneros reales en el Nuevo Mundo fueron llamadas «doctrinas de indios» o simplemente «doctrinas». Originalmente, los frailes tenían únicamente una misión temporal: enseñarle la fe católica a los indígenas, para luego dar paso a parroquias seculares como las establecidas en España; con este fin, los frailes debían haber enseñado los evangelios y el idioma español a los nativos. Ya cuando los indígenas estuvieran catequizados y hablaran español, podrían empezar a vivir en parroquias y a contribuir con el diezmo, como hacían los peninsulares.
Pero este plan nunca se llevó a cabo, principalmente porque la corona perdió el control de las órdenes regulares tan pronto como los miembros de éstas se embarcaron para América. Por otra parte, protegidos por sus privilegios apostólicos para ayudar a la conversión de los indígenas, los misionares solamente atendieron a la autoridad de sus priores y provinciales, y no a la de las autoridades españolas ni a las de los obispos. Los provinciales de las órdenes, a su vez, únicamente rendían cuentas a los líderes de su orden y no a la corona; una vez habían establecido una doctrina, protegían sus intereses en ella, incluso en contra de los intereses del rey y de esta forma las doctrinas pasaron a ser pueblos de indios que se quedaron establecidos para todo el resto de la colonia.
Según la relación del obispo Juan de las Cabezas en 1613 y las actas de visita pastoral del arzobispo Pedro Cortés y Larraz en 1770, los mercedarios llegaron a tener a su cargo nueve doctrinas, y sus muchos anexos, que eran: Santa Ana de Malacatán, Concepción de Huehuetenango, San Pedro de Solomá —a la que pasó Santa Eulalia—, Nuestra Señora de la Purificación de Jacaltenango, Nuestra Señora de la Candelaria de Chiantla, San Andrés de Cuilco, Santiago de Tejutla, San Pedro de Sacatepéquez, y San Juan de Ostuncalco.
En 1684, un consejo dirigido por Enrique Henríquez de Guzmán, el entonces gobernador de Guatemala, decidió ejecutar la reducción de San Mateo Ixtatán y Santa Eulalia, ambos dentro de la jurisdicción de administración colonial del corregimiento de Huehuetenango.

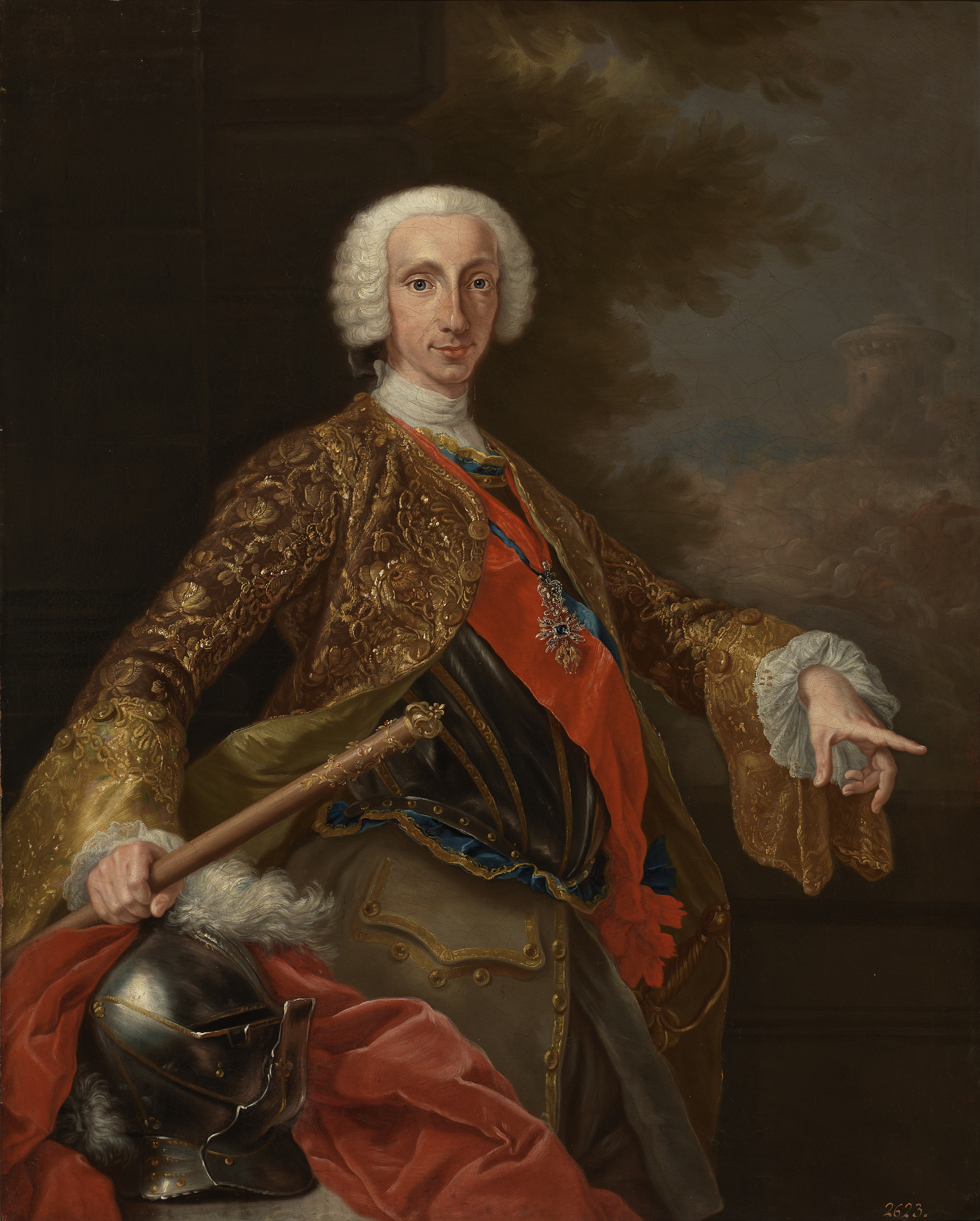
Rey Carlos III de España, promotor de las reformas borbónicas.

En 1754, en virtud de una Real Cédula parte de las Reformas Borbónicas, todos los curatos de las órdenes regulares fueron traspasados al clero secular. En 1765 se publicaron las reformas borbónicas de la Corona española, que pretendían recuperar el poder real sobre las colonias y aumentar la recaudación fiscal.
Además de esta redistribución administrativa, la corona española estableció una política tendiente a disminuir el poder de la Iglesia católica, el cual hasta ese momento era prácticamente absoluto sobre los vasallos españoles. Esta política de disminución de poder de la iglesia se basaba en la Ilustración Cuando el arzobispo Pedro Cortés y Larraz visitó a Guatemala en los años 1768 a 1770 menciona que el municipio formaba parte de la parroquia de San Pedro Zulumá y tenía más de mil habitantes. De hecho, según indica Cortés y Larraz, esta fue una época en la que no había curas que atendieran sus parroquias, y debido a eso hubo un cambio de cultura y religión, provocando cambios en la permanencia en el lugar donde vivían y la división de sus centros poblados.

### Tras la Independencia de Centroamérica
En el año de 1825 el gobierno del Estado de Guatemala dividió el territorio en siete departamentos, siendo uno de ellos Totonicapán-Huehuetenango, el cual tenía siete municipios, entre ellos Jacaltenango; la constitución de 1825 del Estado de Guatemala también dividió el territorio en diez distritos con varios circuitos cada uno para la impartición de justicia. Jacaltenango fue sede del circuito del mismo nombre en el distrito N.º 9 (Totonicapán) al que pertenecían también Santa Ana Huista, San Antonio Huista, San Andrés, San Marcos, Concepción, Nentón, Petatán, Acatán, San Juan Ixcoy, San Sebastián Coatán, Santa Eulalia, Istatán, Ishcán, Ixcacao, Sajnabac, Paduano, Cajtavi, Lo de Alvarado, Tierra Negra y Montenegro, esta última ahora parte de México.

### El efímero Estado de Los Altos

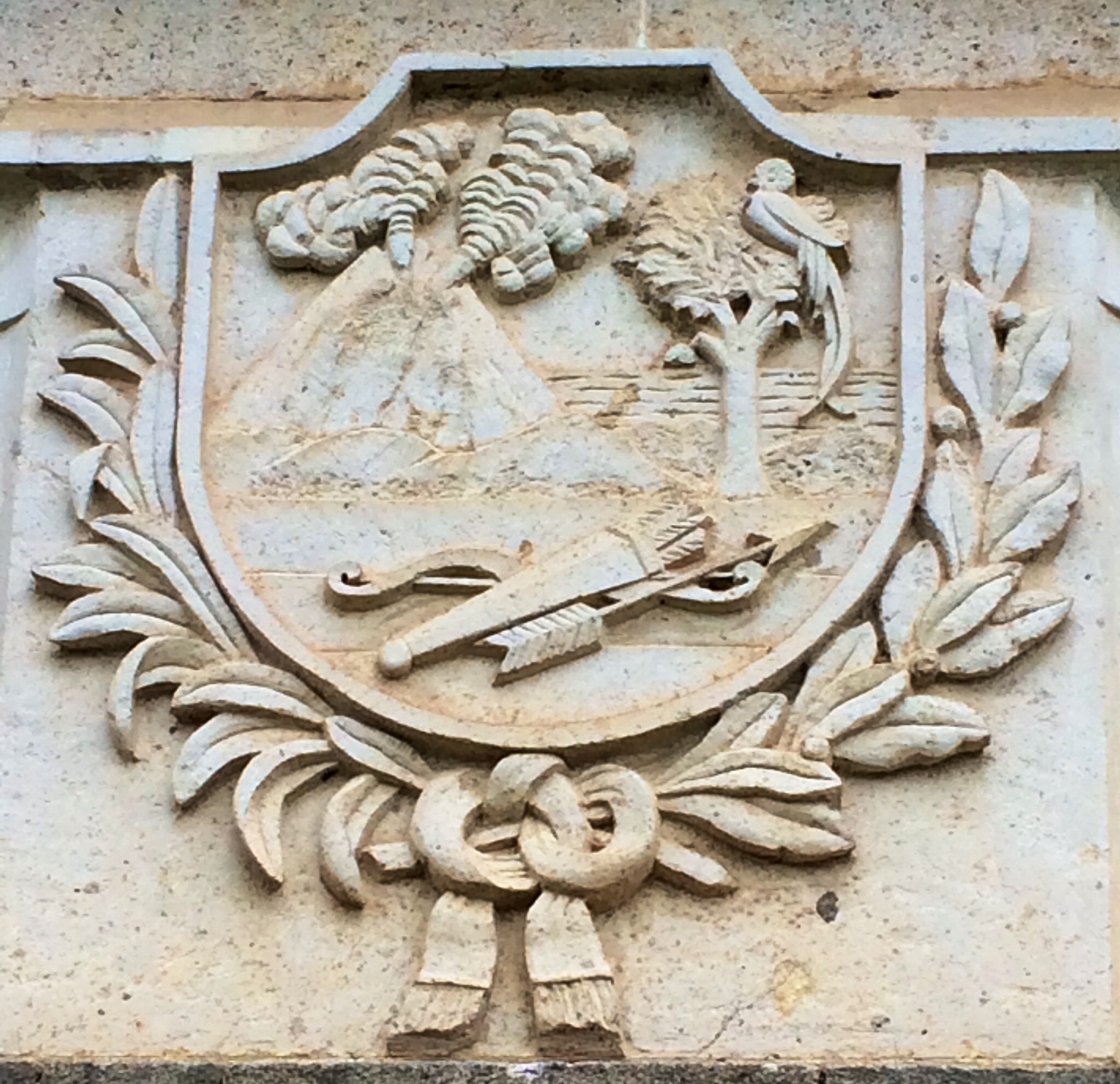
Escudo del Estado de los Altos

A partir del 3 de abril de 1838, Santa Eulalia fue parte de la región que formó el efímero Estado de Los Altos, el cual fue autorizado por el Congreso de la República Federal de Centro América el 25 de diciembre de ese año forzando a que el Estado de Guatemala se reorganizara en siete departamentos y dos distritos independientes el 12 de septiembre de 1839:
- Departamentos: Chimaltenango, Chiquimula, Escuintla, Guatemala, Mita, Sacatepéquez, y Verapaz
- Distritos: Izabal y Petén[32]

Las revueltas indígenas en el Estado de Los Altos fueron constantes y alcanzaron su punto crítico el 1.º de octubre de 1839, en Santa Catarina Ixtahuacán, Sololá, cuando tropas altenses reprimieron una sublevación y mataron a cuarenta vecinos. Encolerizados, los indígenas acudieron al caudillo conservador Rafael Carrera, en busca de protección. Por otra parte, en octubre de 1839 la tensión comercial entre Guatemala y Los Altos dio paso a movimientos militares; hubo rumores de que el general Agustín Guzmán —militar mexicano que estaba al mando de las Fuerzas Armadas de Los Altos— estaba organizando un ejército en Sololá con la intención de invadir Guatemala, lo que puso a ésta en máxima alerta.
Tras algunas escaramuzas, los ejércitos se enfrentaron en Sololá el 25 de enero de 1840; Carrera venció a las fuerzas del general Agustín Guzmán e incluso apresó a éste mientras que el general Doroteo Monterrosa venció a las fuerzas altenses del coronel Antonio Corzo el 28 de enero.  El gobierno quetzalteco colapsó entonces, pues aparte de las derrotas militares, los poblados indígenas abrazaron la causa conservadora de inmediato; al entrar a Quetzaltenango al frente de dos mil hombres, Carrera fue recibido por una gran multitud que lo saludaba como su «libertador».
Carrera impuso un régimen duro y hostil para los liberales altenses, pero bondadoso para los indígenas de la región —derogando el impuesto personal— y para los eclesiásticos restituyendo los privilegios de la religión católica; llamando a todos los miembros del cabildo criollo les dijo tajantemente que se portaba bondadoso con ellos por ser la primera vez que lo desafiaban, pero que no tendría piedad si había una segunda vez. El general Guzmán, y el jefe del Estado de Los Altos, Marcelo Molina, fueron enviados a la capital de Guatemala, en donde fueron exhibidos como trofeos de guerra durante un destile triunfal el 17 de febrero de 1840; en el caso de Guzmán, engrilletado, con heridas aún sangrantes, y montado en una mula. El 26 de febrero de 1840 el gobierno de Guatemala colocó a Los Altos bajo su autoridad y el 13 de agosto de nombró al corregidor de la región, el cual servía también como comandante general del ejército y superintendente.

### Tras la Reforma Liberal de 1871
Luego del triunfo de la Revolución Liberal de 1871, cuando los autonombrados generales Justo Rufino Barrios y Miguel García Granados se hicieron cargo del poder político del país luego de derrocar al presidente conservador Vicente Cerna y Cerna, los liberales exmilitares y los demás pobladores exigieron las tierras bajas de Santa Eulalia. La petición fue aprobada y los territorios reclamados fueron desintegrados de Santa Eulalia para formar el municipio de Santa Cruz Barillas el 17 de octubre de 1888, ya durante el gobierno del general Manuel Lisandro Barillas.
Los pobladores de Santa Eulalia que eran de raza q'anjob'al y los pobladores del municipio de San Mateo Ixtatán que eran de raza chuj fueron separados por el presidente Justo Rufino Barrios cuando los ladinos llegaron a esos territorios.
Santa Eulalia fue categorizado como municipio el 21 de mayo de 1924.